# Болтаев, Фармон
Фармон Болтаев — советский узбекистанский хозяйственный деятель, Герой Социалистического Труда.

## Биография
Родился в 1927 году на территории современного Хатырчинского района. Член КПСС с 1961 года.
В 1961—1990 — бригадир колхоза имени XXII партсъезда Хатырчинского района Самаркандской области.
Указом Президиума Верховного Совета СССР от 25 декабря 1976 года присвоено звание Героя Социалистического Труда с вручением ордена Ленина и золотой медали «Серп и Молот».
Жил в Навоийской области Узбекистана.

## Награды и звания
- Герой Социалистического Труда (27.12.1976)
- Орден Ленина (08.04.1971, 27.12.1976)
- Орден Трудового Красного Знамени (10.12.1973)
- Орден Знак Почёта (30.04.1966)